# دهمة رقيب الشمس
دهمة رقيب الشمس (باللاتينية: Monsonia heliotropioides) نوع نباتي يتبع جنس الدهمة من الفصيلة الغرنوقية.

## الموئل والانتشار
موطنها بلاد الشام ومصر والمغرب العربي واليمن.

## مرادفات للاسم العلمي
- (باللاتينية: Geranium heliotropioides Cav.)
- (باللاتينية: Monsonia densiflora Täckh. & Boulos)